# Енінген (Фрайбург)
Енінген (нім. Öhningen) — громада в Німеччині, знаходиться в землі Баден-Вюртемберг, на кордоні зі Швейцарією. Підпорядковується адміністративному округу Фрайбург. Входить до складу району Констанц.
Площа — 28,20 км2. Населення становить 3696 осіб (станом на 31 грудня 2020).